# Gordias
Gordias bylo frýžské královské jméno. V řeckých mýtech se frýžští králové jmenují buď Gordias nebo Midás. 
První Gordias byl sedlák, kterému na pluhu přistál orel. Vyložil si to jako znamení bohů, že se jednoho dne stane králem. Frýgové v té době hledali krále a požádali o pomoc věštce. Bylo jim řečeno, že si za krále mají zvolit toho, který jako první přijede do chrámu na voze. Prvním byl Gordias, který vjel do chrámu na volském potahu. 
Gordias založil frýžské hlavní město Gordion. Jeho vůz byl uchováván na akropoli a v chrámu byl umístěn pověstný Gordický uzel. Pověst říká, že ten, kdo by ho rozvázal, by se stal pánem celé Asie. Nikomu se to nepodařilo a Gordický uzel se stal symbolem nesplnitelného úkolu. Až roku 333 př. n. l. do chrámu vstoupil Alexandr Veliký a problém vyřešil po svém – uzel rozsekl.
Další Gordias byl frýžským králem a otcem Adrasta, který zabil svého bratra a musel utéci do Lýkie.